# بوناك لا كوت
بوناك لا كوت (بالفرنسية: Bonnac-la-Côte)‏ هي بلدية في مقاطعة فيين العليا في منطقة أقطانية الجديدة في غرب فرنسا.